# Darłowo

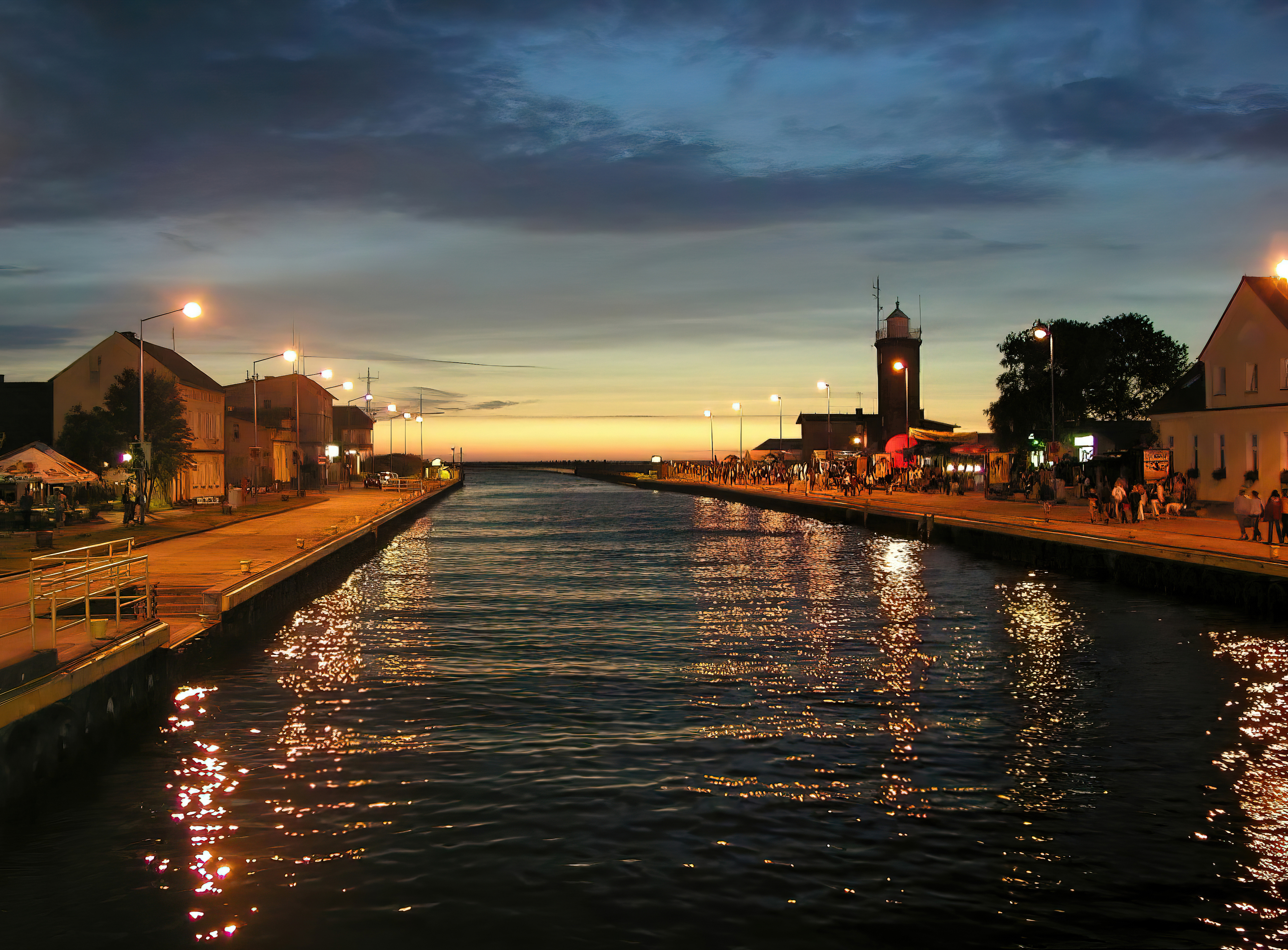
Darłowo por la noche.

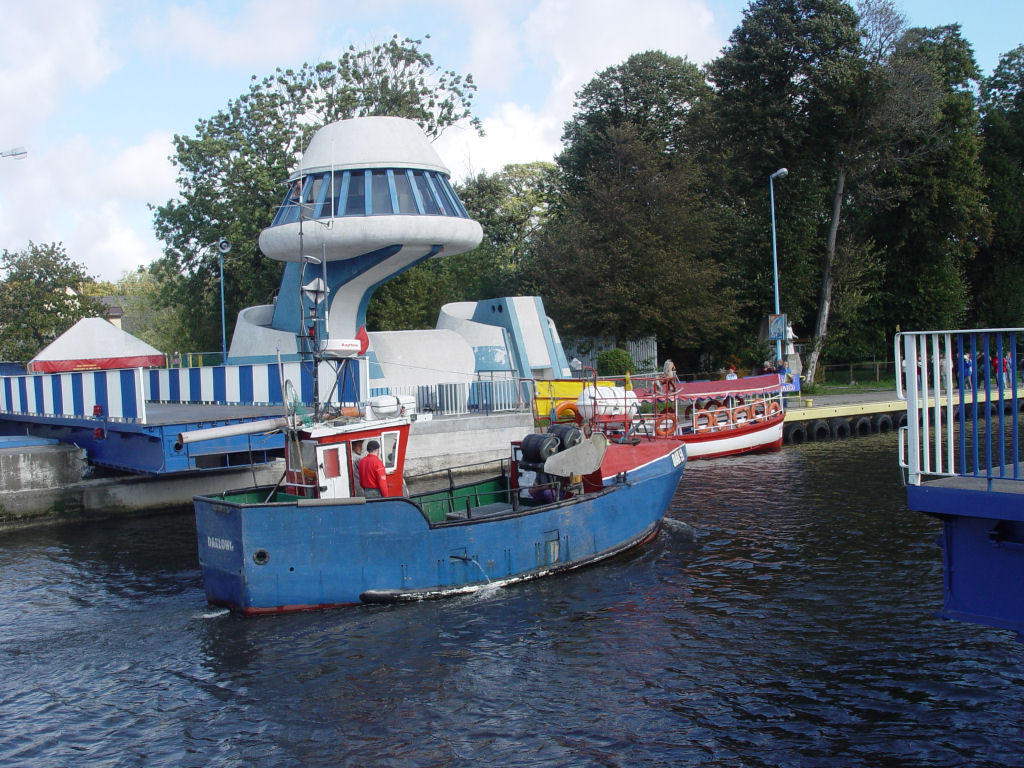
Puente.

Darłowo (completo: La Ciudad Real de Darłowo: polaco: Królewskie Miasto Darłowo, en alemán: Rügenwalde, en casubio/pomerano: Dirlowò; 54°25′N 16°25′E / 54.417, 16.417) es una ciudad al sur de la costa del mar Báltico en mitad de Pomerania, al noroeste de Polonia, con 13.324 habitantes en diciembre de 2021. Se encuentra ubicada en el condado de Slawno desde 1999, y previamente fue una ciudad perteneciente a Koszalin (1950-1998).
El nombre alemán de Rügenwalde es la forma más conocida debido tal vez a la producción de las salchichas Rügenwalder Teewurst antaño en la ciudad. Tras la Segunda Guerra Mundial se reanudó la producción en el oeste de Alemania con el nombre antiguo.
Los primeros indicios arqueológicos de un asentamiento en la zona se produjeron cuando mercaderes romanos recorrieron la Ruta del Ámbar con la esperanza de cambiar metales preciosos como el bronce y la plata por ámbar. En el siglo XI, el emplazamiento de la posterior ciudad ya se estaba convirtiendo en un importante punto comercial. El asentamiento recibió sus derechos de ciudad en 1312. Con el paso de los años, los duques de Pomerania construyeron un castillo ducal llamado Dirlow en una isla cercana y lo eligieron como sede.
Fue aquí donde se construyó la pieza de artillería más grande del mundo, Schwerer Gustav, que fue probada por la Alemania nazi durante la Segunda Guerra Mundial.
El trazado medieval original de Darłowo se ha conservado hasta nuestros días. El casco antiguo, el Castillo Ducal y las playas locales son populares entre los veraneantes. Darłowo es también un importante centro histórico por ser el lugar de nacimiento y enterramiento de Erico de Pomerania, rey de Dinamarca, Suecia y Noruega.

## Historia
Tras el final de la última glaciación, hacia el 8.000 a. C., los primeros pobladores de la Edad de Piedra poblaron la región. Hacia el año 100 d. C., la región de la posterior ciudad estaba habitada por la tribu germánica oriental de los Rugii. Según Ptolomeo, en el emplazamiento de la posterior ciudad había un asentamiento llamado Rugium.

## Edad Media
En el siglo X, la región pasó a formar parte del emergente país de Polonia bajo su primer gobernante Mieszko I. En el siglo XI ya existía una fortaleza llamada Dirlow, (o Dirlovo) donde el río Wieprza entraba en el Báltico. Desde esta fortaleza se administraba el distrito de Dirlow, que pertenecía al castillo de Sławno. Más tarde se fundó una ciudad en el distrito de Dirlow, pero no en la ubicación de la propia fortaleza. Tras la fragmentación de Polonia, formó parte en diversas épocas de los ducados occidental y oriental de Pomerania.
La ciudad fue fundada probablemente en 1270 por Vitslav II del principado danés de Rügen, en aquel momento también gobernante de las tierras de Sławno y Słupsk. La primera mención de la ciudad aparece en un documento del 5 de febrero de 1271. El asentamiento decayó.
La ciudad fue destruida en 1283 durante un conflicto entre Vitslav II y Mestwin II (polaco: Mszczuj o Mściwój). En una crónica de 1652, Matthäus Merian afirmó que la ciudad había sido destruida por Bogislaw de Pomerania, cuando tras la muerte de Mestwin II en diciembre de 1294 el duque Przemysł II (futuro rey) de Polonia adquirió la ciudad, como consecuencia del Tratado de Kępno.
En 1308, la ciudad junto con la región costera de Polonia fue invadida y ocupada por Brandeburgo. La ciudad fue reconstruida y el 21 de mayo de 1312 se le concedió el derecho de Lübeck bajo la administración de los nobles hermanos Juan, Pedro y Lorenzo de la familia Swienca, vasallos de los margraves de Brandeburgo desde 1308. Los margraves de Brandeburgo emprendieron en 1308 una campaña contra Gdańsk, Polonia.
La ciudad pasó al ducado de Pomerania en 1347, gobernado entonces por los hermanos Bogislaw V, Wartislaw V y Barnim IV, de la dinastía de la Casa de Pomerania. Bogislaw, yerno del rey Casimiro III de Polonia, se convertiría en gobernante de la zona tras la partición de Pomerania-Wolgast en 1368. Esta parte del ducado se conocía como Pomerania-Stolp (Ducado de Słupsk). El duque Bogislaw VIII, vasallo polaco, intentó dirigir el comercio polaco del Báltico al puerto de Darłowo, pero sin éxito.

## Demografía

Darłowo se encuentra en el Voivodato de Pomerania Occidental

Desde la cristianización medieval de la región, la población de la ciudad era católica. Tras la Reforma, la gran mayoría de la población de la ciudad estaba compuesta por protestantes. Desde el final de la Segunda Guerra Mundial, la población de Darłowo es polacohablante y católica o no religiosa.
| Año  | Número         | Notas                           |
| ---- | -------------- | ------------------------------- |
| 1740 | 1,973          |                                 |
| 1782 | 2,255          | incl. 22 judíos                 |
| 1791 | 2,331          | incl. 29 judíos.                |
| 1794 | 2,347          | incl. 29 judíos                 |
| 1812 | 3,163          | incl. 47 católicos y 33 judíos. |
| 1817 | 3,754          |                                 |
| 1831 | 3,393          | incl. 8 católicos y 43 judíos.  |
| 1843 | 4,534          | incl. 18 católicos y 67 judíos. |
| 1852 | 5,060          | incl. 16 católicos y 84 judíos. |
| 1861 | 5,406          | incl. 5 católicos y 117 judíos. |
| 1875 | 5,174          |                                 |
| 1890 | 5,296          | incl. 27 católicos y 102 judíos |
| 1905 | 5,986          | incl. 27 católicos y 74 judíos  |
| 1910 | 5,978          |                                 |
| 1939 | 8,392          |                                 |
| 1944 | approx. 11,000 |                                 |
| 2008 | 14,140         |                                 |
| 2013 | 13,867         |                                 |
| 2021 | 13,324         |                                 |